# Vetro solubile

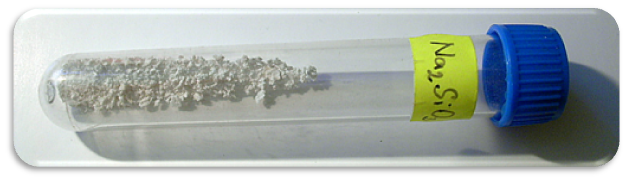
Na_{2}SiO_{3}

Vetro solubile (waterglass in inglese) è il nome comune di una serie di materiali amorfi che hanno l'aspetto di un vetro trasparente, ma si sciolgono in acqua formando soluzioni viscose e alcaline. Chimicamente, si tratta di silicati di metalli alcalini con formula generale M2O x nSiO2 (M = Na, K, Li), dove n è compreso tra 1,5 e 4; sono quindi composti non stechiometrici. I più comuni e più usati sono i silicati alcalini di sodio. Sono venduti come soluzione concentrata, di solito prodotta sciogliendo i silicati vetrosi in acqua, o sciogliendo direttamente sabbia silicea in NaOH. I silicati alcalini hanno numerosissime applicazioni commerciali. Ad esempio, sono usati in detergenti, adesivi, sigillanti, vernici, cementi, e per la sintesi di altri prodotti chimici come gel di silice e zeoliti.

## Storia
La possibilità di sciogliere in acqua materiali ottenuti fondendo silice (SiO2) e carbonati alcalini (M2CO3, M = Na o K) fu descritta per la prima volta da Jean Baptiste van Helmont (1577-1644), chimico e medico belga. Successivamente, il chimico tedesco Johann Rudolph Glauber (1604-1670) studiò le proprietà di queste soluzioni dense, che chiamò Liquor silicum, proponendone alcune applicazioni. Anche Johann Wolfgang von Goethe (1749-1832) si interessò di questi materiali durante i suoi studi alchemici nel 1768. I silicati solubili erano quindi noti, ma trovarono scarsa applicazione fino al 1825, quando il chimico e mineralogista tedesco Johann Nepomuk von Fuchs (1774-1856) studiò come produrre industrialmente silicati solubili di potassio e di sodio. Egli coniò il termine waterglass (da water-soluble glass, cioè vetro solubile in acqua) e propose l'uso di questi materiali in adesivi, sigillanti e leganti per pitture a fresco. L'industriale e chimico francese Charles Frédéric Kuhlmann (1803-1881) iniziò la produzione di vetro solubile in Francia nel 1841, e successivamente simili industrie si diffusero in Inghilterra e Stati Uniti.

## Proprietà e struttura
Col termine vetro solubile si intendono silicati di formula generale M2O x n SiO2 (M = Na, K, Li) dove n è compreso tra 1,5 e 4. Strutturalmente sono materiali che solidificano dal fuso formando vetri; sono quindi amorfi e non stechiometrici. A livello molecolare, l'unione di tetraedri SiO4 collegati ai vertici forma catene polimeriche disordinate silicio-ossigeno, di complessità variabile a seconda della composizione.
Quando il materiale si scioglie in acqua si ottengono soluzioni viscose per la presenza di questi anioni polisilicati con polimerizzazione tridimensionale. La viscosità delle soluzioni cresce al crescere della concentrazione e al crescere del rapporto SiO2/MO2. L'aggiunta di idrossidi alcalini depolimerizza la struttura e riduce la viscosità. Lo stesso effetto si può ottenere per diluizione con acqua.
Le soluzioni di questi silicati sono fortemente alcaline. Per aggiunta di acidi o di sali acidi gli anioni silicato sono convertiti in silice, SiO2; in questo modo si producono gel di silice e altri silicati cristallini come le zeoliti.
Oltre a questi materiali amorfi, esistono anche silicati alcalini che solidificano in forma cristallina, spesso con acqua di cristallizzazione. I più noti sono l'ortosilicato (Na2O x 0,5 SiO2 ovvero Na4SiO4), il metasilicato (Na2O x 1,0 SiO2 ovvero Na2SiO3) e il disilicato di sodio (Na2O x 2,0 SiO2 ovvero Na2Si2O5). Commercialmente è importante solo il metasilicato di sodio, di formula generale Na2SiO3 x m H2O, dove m può essere 0, 5, 8 o 9.
Ognuno di questi materiali è classificato con un proprio numero CAS e numero EINECS:
| Sostanza                                           | EINECS    | CAS        |
| -------------------------------------------------- | --------- | ---------- |
| silicati di sodio Na2O x n SiO2                    | 215-687-4 | 1344-09-8  |
| metasilicato di sodio, anidro Na2SiO3              | 229-912-9 | 6834-92-0  |
| metasilicato di sodio, pentaidrato Na2SiO3 x 5 H2O | 229-912-9 | 10213-79-3 |
| metasilicato di sodio, nonaidrato Na2SiO3 x 9 H2O  | 229-912-9 | 13517-24-3 |
| silicati di potassio K2O x n SiO2                  | 215-199-1 | 1312-76-1  |
| silicati di litio Li2O x n SiO2                    | 235-730-0 | 12627-14-4 |

## Sintesi
Il vetro solubile solido si ottiene a partire da polvere di quarzo (SiO2) a basso contenuto di ferro, che viene lavata per rimuovere argilla e altre impurezze. Il materiale viene poi miscelato nella proporzione richiesta con carbonato di sodio o di potassio e fusa in fornaci a circa 1500 °C. In seguito alla reazione si libera CO2; ad esempio:
Na2CO3 + 4SiO2 = Na2O x 4SiO2 + CO2
Il materiale fuso viene versato in stampi dove solidifica in blocchi trasparenti. Questo materiale è incolore quando è molto puro; in presenza di impurità di ferro si ottiene un colore verde-blu (dovuto allo ione Fe2+) o giallo-bruno (dovuto allo ione Fe3+).
Soluzioni di silicati alcalini si ottengono per dissoluzione del materiale solido in acqua sotto pressione a circa 150 °C. Le soluzioni che si ottengono sono tanto più viscose quanto maggiore è la concentrazione di materiale disciolto. Alternativamente, è più conveniente dal punto di vista energetico sciogliere direttamente sabbia di quarzo in una soluzione di idrossido di sodio sotto pressione a circa 150 °C.

## Usi
I silicati solubili in genere si prestano a numerosissime applicazioni, sfruttando il fatto che non sono dannosi per l'ambiente, non sono tossici (vedi), non sono infiammabili, sono inodori, resistono a olio, grasso e calore, e hanno proprietà antimicrobiche. Alcuni campi di applicazione sono i seguenti:

### Detergenti
I silicati solubili sono largamente usati nelle formulazioni di detergenti solidi e liquidi in lavatrici e lavastoviglie, sia in campo industriale che casalingo. In questa applicazione hanno la funzione di mantenere un pH elevato (9-12) con il loro potere tamponante, di emulsionare e saponificare oli e grassi animali e vegetali, di addolcire l'acqua dura complessando i cationi calcio e magnesio, e di proteggere le parti metalliche dalla corrosione.

### Adesivi e leganti
I silicati solubili sono largamente usati nel produrre manufatti di carta e cartone, come tubi, laminati e cartoni ondulati. In tubi di carta e cartone avvolti a tamburo si ottengono prodotti rigidi e molto resistenti. In genere si utilizzano soluzioni diluite di silicati solubili che possano facilmente essere assorbite nel materiale cartaceo. L'acqua viene dapprima assorbita dal substrato e poi evapora; i silicati diventano dapprima appiccicosi e alla fine si seccano formando una legatura forte e vetrosa.
Silicati solubili sono usati anche nella fabbricazione di bricchette, pellet, e altre forme di prodotti aggregati. Come nel caso della carta, il silicato applicato come soluzione si disidrata e forma una colla che lega il materiale. I silicati possono anche essere usati con altri additivi per ottenere un indurimento più rapido e resistenza all'umidità.

### Vernici e rivestimenti superficiali
I silicati solubili sono usati come veicolanti per legare su superfici pigmenti e altri materiali in polvere. Come rivestimento superficiale aumentano la resistenza della superficie e formano pellicole resistenti al calore e intumescenti. Si usano in genere silicati di potassio, perché quelli di sodio possono reagire con il diossido di carbonio atmosferico formando depositi superficiali di carbonati.

### Trattamenti delle acque e delle acque reflue
I silicati solubili, specie di sodio, sono prodotti chimici economici, rispettosi dell'ambiente, usati da più di 70 anni nei trattamenti delle acque. Fungono da inibitori di corrosione sia perché innalzano il pH e sia perché ricoprono le superfici delle condutture metalliche con un film che le protegge da ulteriori attacchi. Sono inoltre usati come complessanti per rimuovere ferro e manganese dalle acque di falda, e come flocculanti per aiutare la sedimentazione di cationi e policationi.

### Cemento e materiali da costruzione
I silicati sono utilizzati sia per accelerare la presa del cemento che per renderlo più durevole e impermeabile agli agenti atmosferici. I silicati sono aggiunti come leganti alla composizione di molti materiali che devono essere refrattari o chimicamente resistenti, ad esempio per la costruzione di fornaci, fognature, ciminiere, celle elettrolitiche, e simili.

### Industria della carta
I silicati solubili sono largamente usati nell'industria della carta durante lo sbiancamento con perossido di idrogeno di fibre sia vergini che riciclate. La funzione dei silicati è quella di complessare metalli di transizione come ferro, rame e manganese, che altrimenti catalizzerebbero la decomposizione a ossigeno del perossido di idrogeno. Inoltre, i silicati tamponano l'ambiente di reazione al pH in cui l'azione del perossido è più efficace. Nel riciclo della carta hanno anche la funzione di facilitare il distacco delle particelle di inchiostro.

## Tossicità
Anche se i silicati solubili sono classificati come sostanze pericolose, essenzialmente per la loro alcalinità, usati correttamente sono in genere sostanze a basso rischio tossicologico. Di fatto esistono numerose normative internazionali che ne regolano l'utilizzo in campi come trattamento delle acque potabili, industrie alimentari, imballaggi per alimenti, cosmetici, ecc.
I silicati solubili sono sostanze totalmente inorganiche, e una volta diluiti non hanno alcun impatto ambientale. Chimicamente sono già completamente ossidati e quindi non possiedono né COD (chemical oxygen demand) né BOD (biochemical oxygen demand). In soluzione concentrata hanno un pH elevato, ma dispersi in acque superficiali sono rapidamente diluiti e reagiscono con cationi metallici presenti naturalmente (ad esempio Ca, Mg, Al, Fe) formando silicati insolubili o silice amorfa, che sono prodotti già presenti in natura in rocce e terreni.